# Charles Eaton (Offizier)

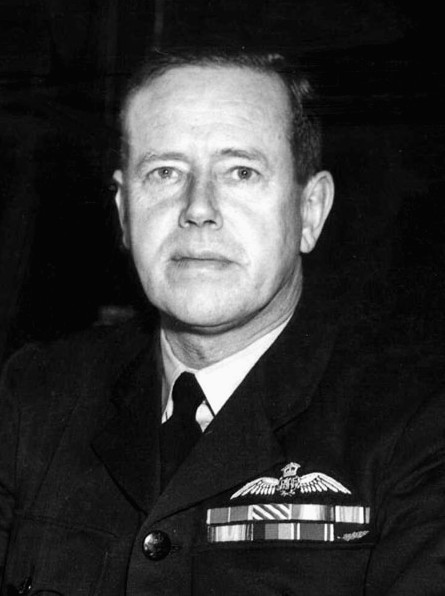
Charles Eaton (1945)

Charles Moth Eaton (* 21. Dezember 1895 in Lambeth, London, Vereinigtes Königreich; † 12. November 1979 in Frankston, Victoria, Australien) war ein britisch-australischer Offizier und Pilot und späterer Diplomat.

## Werdegang

### Jugend und Erster Weltkrieg

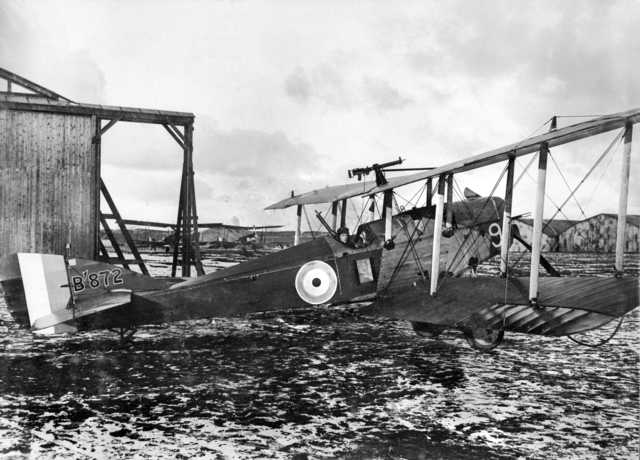
Leutnant Eaton RFC in einer Martinsyde G.100 „Elephant“ in London (ca. November 1917)

Eaton war der Sohn des Metzgers William Walpole Eaton und dessen Frau Grace. Er ging in Wandsworth zur Schule und arbeitete ab seinem 14. Lebensjahr im Battersea Town Council.
Bei Ausbruch des Ersten Weltkriegs ging Eaton im August 1914 zur Britischen Armee und wurde im London Regiment ab März 1915 an der Westfront eingesetzt. Er kam zu einer Fahrradkompanie des 24. Bataillons der 47. Division und kämpfte in der Lorettoschlacht (1915), der Schlacht bei Loos (1915) und der Schlacht an der Somme (1916).
Am 2. August 1917 wurde Eaton zum Royal Flying Corps versetzt und absolvierte in Oxford eine erste Pilotenausbildung. Im Oktober hatte er seine Pilotenausbildung beendet und kam in den Einsatz. Im Rang eines Leutnants diente er bei der 110. Squadron, die von Sedgeford aus mit Jagdflugzeugen vom Typ Martinsyde G.100 „Elephant“ London gegen Zeppelinangriffe verteidigte. Anfang 1918 wurde er wieder nach Frankreich versetzt und wurde im April Offizier der neugegründeten Royal Air Force (R.A.F.). Am 29. Juni wurde Eaton nahe dem Wald von Nieppe abgeschossen und kam als Kriegsgefangener nach Holzminden. Nach einer ersten Flucht wurde er wieder gefasst und kam in Einzelhaft. Seine zweite Flucht war erfolgreich und er kehrte zu seiner Einheit zurück.

### Zwischen den Kriegen

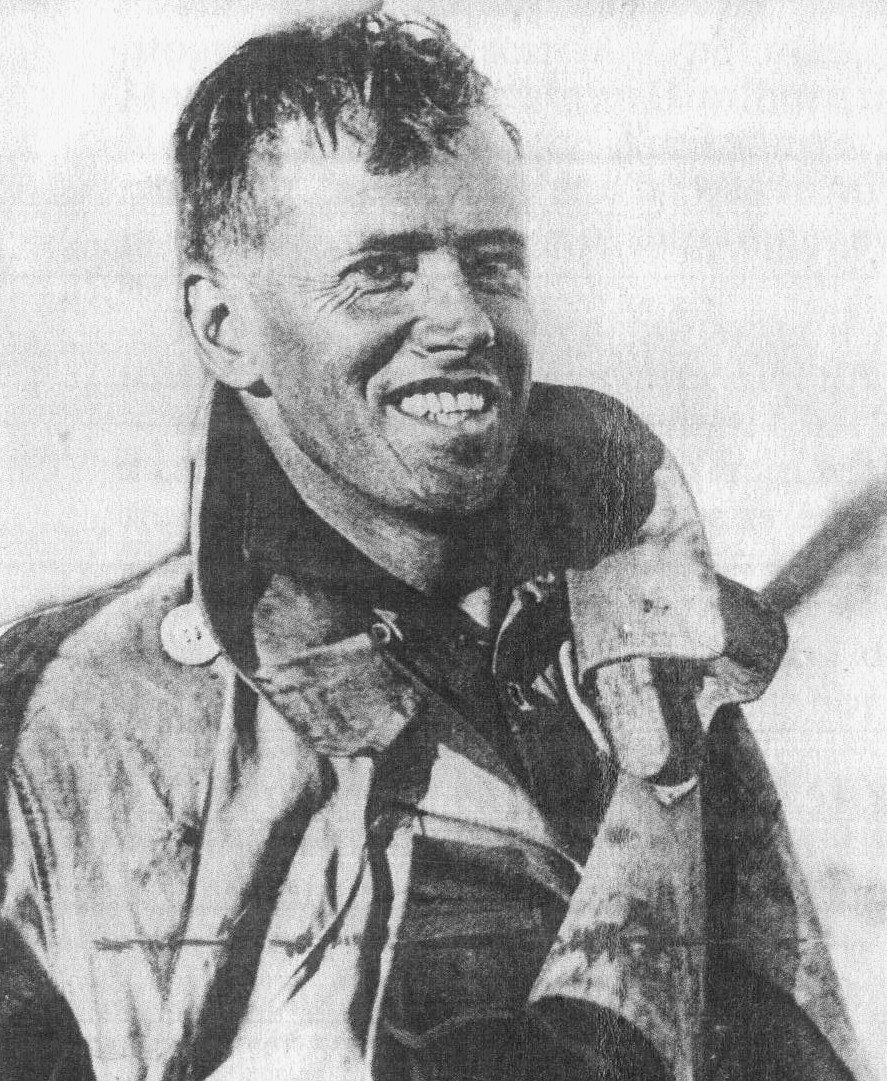
Flight Lieutenant Eaton (1929)

Am 11. Januar 1919 heiratete Eaton Beatrice Rose Elizabeth Godfrey in der Pfarrkirche von St. Thomas in Shepherd’s Bush (London). Als Mitglied der 1. Squadron flog Eaton nun Politiker zwischen London und Paris zur Friedenskonferenz in Versailles. Im Dezember zog er nach Indien, wo er an der Luftvermessung beteiligt war. Am 23. Juli 1920 verließ er die R.A.F. und trat in den indischen Forstdienst ein. 1923 wanderte Eaton nach Australien aus und wurde Förster in Queensland. Am 14. August 1925 wurde er Flugoffizier der Royal Australian Air Force (R.A.A.F.) und Ausbilder an der No.1 Flying Training School in Point Cook (Victoria). Im Februar 1928 wurde Eaton zum Flight Lieutenant befördert.
Im April 1929 leitete Eaton die Suche nach einem in Central Australia vermissten Zivilflugzeug. Nachdem die Überreste der Maschine in der Tanamiwüste gefunden wurden, führte Eaton die Expedition am Boden zum Wrack, um die Leichen der beiden Besatzungsmitglieder bestatten zu können. Im August 1929 wurde Eaton zum Leiter der Besatzungsabteilung im Hauptquartier der R.A.A.F. in Melbourne ernannt. Gleich im Monat darauf nahm er Urlaub, um an einem Wettflug von Sydney nach Perth teilzunehmen. Im November 1930 und Januar 1931 leitete er nochmals Suchaktionen nach abgestürzten Flugzeugen in Australien. 1931 erhielt Eaton für den Einsatz bei den Suchen das Air Force Cross. Im Januar 1931 kam Eaton zunächst zurück nach Point Crook, wurde aber bereits im Dezember zum No.1 Aircraft Depot in Laverton versetzt. 1936 wurde er zum Staffelführer befördert und übernahm im Mai 1937 das Kommando über die No. 21 Squadron der Citizen Air Force, dem gleich eine weitere Suchaktion folgte.

### Zweiter Weltkrieg

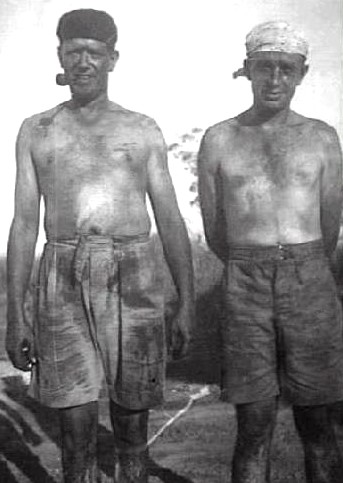
Wing Commander Eaton (l.) beim Kohleentladen, während des Streiks in Darwin (1940)

Im Februar 1939 wurde in Laverton die 12. Squadron gegründet und Eaton ihr erster kommandierender Offizier. Im März folgte die Beförderung zum Geschwaderkommandeur und im Juli und August wurde die Einheit nach Darwin verlegt. Am 1. September 1940 erhielt Eaton die Beförderung zum vorläufigen Group Captain. Als Kommandant der Luftwaffe vor Ort wurde Eaton Mitglied des militärischen Koordinierungsausschusses für die Verteidigung von Darwin. Eaton hatte kein gutes Verhältnis zu seinen Kollegen von der Marine und als der Luftwaffenoffizier seine Männer einsetze, um Vorräte von Schiffen während eines Streiks zu entladen, geriet er auch in Konflikt mit den örtlichen Gewerkschaftlern von den Docks. Folge war die Versetzung zur No. 2 Service Flying Training School in Wagga Wagga in New South Wales als Kommandant im Oktober 1941. Trotz seines Abzuges aus Darwin erhielt Eaton für seine „beachtlichen Erfolge“ 1942 den Order of the British Empire.
Im April 1942 wurde Eaton nach Ascot Vale (Victoria) versetzt, wo er die No.1 Engineering School leitete. Ein Jahr später wurde er nach Townsville (Queensland) versetzt, um das Geschwader Nr. 72 zu bilden, das er nach Merauke in Niederländisch-Neuguinea führte. Sein Kommando war dem kombinierten Hauptquartier in Townsville unterstellt. Eaton schrieb später, dass die Probleme in Merauke in Townsville nicht verstanden werden würden. Die Meinungsverschiedenheiten führten dazu, dass Eaton bereits im Juli als kommandierender Offizier zur No. 2 Bombing and Gunnery School in Port Pirie (Südaustralien) versetzt wurde. Im November 1943 wurde Eaton Kommandeur des Geschwaders Nr. 79 in Batchelor (Northern Territory). Die vier Staffeln, denen auch Niederländer angehörten, griffen Ziele in Niederländisch-Indien an. 1944 wurde Eaton „Mentioned in dispatches“ und 1945 erhielt er den niederländischen Orden von Oranien-Nassau.

### Nach dem Krieg

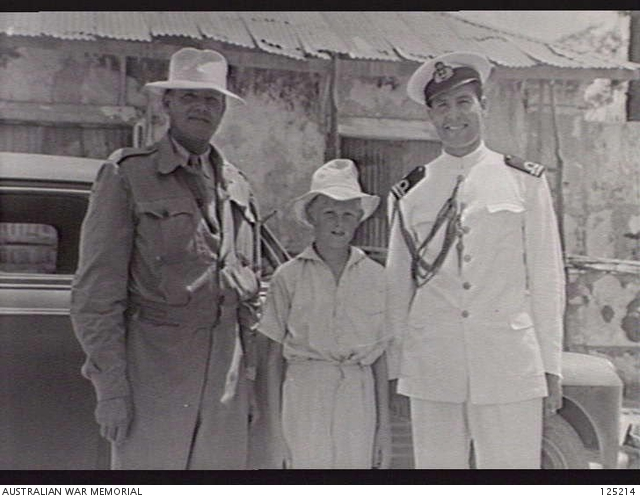
Generalkonsul Charles Eaton (l.) mit seinem Sohn bei seiner Ankunft in Dili 1946 mit Gouverneur Óscar Freire de Vasconcelos Ruas

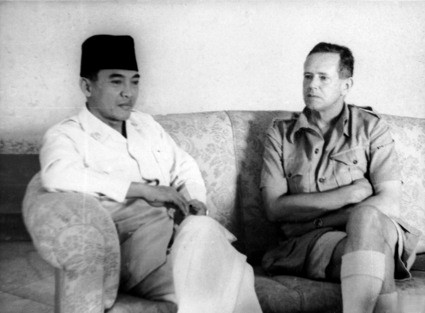
Generalkonsul Eaton (r.) mit Sukarno (1947)

Nach elfmonatiger Tätigkeit als kommandierender Luftwaffenoffizier der Southern Area, Melbourne, schied Eaton im Dezember 1945 aus der R.A.A.F. aus und war dann vom 1. Januar 1946 bis 18. Oktober 1947 australischer Generalkonsul in Dili, der kolonialen Hauptstadt von Portugiesisch-Timor. Sein Amt trat er im April an und verließ Dili bereits im August 1947 in Richtung Batavia (heute Jakarta). Hier war er Generalkonsul und australischer Vertreter in der Konsularischen Kommission des Sicherheitsrates der Vereinten Nationen. Die Niederländer versuchten in dieser Zeit ihre Kolonialherrschaft in Südostasien wiederherzustellen. Eaton geriet mit niederländischen Verwaltungsbeamten aneinander, weswegen man sich über seine „Unangemessenheit“ beschwerte. Die australische Regierung wies die Beschwerden allerdings zurück. Mit Gründung des unabhängigen Indonesiens und dem Abzug der Niederlande wurde Eaton Erster Sekretär und Chargé d’affaires der australischen Vertretung.
Nach seiner Rückkehr nach Australien arbeitete Eaton von 1950 bis 1951 im australischen Außenministerium. Danach war er Landwirt in Metung (Victoria), zog später nach Frankston und ließ sich als Finanzierungsvermittler nieder. Er starb am 12. November 1979 in Frankston und hinterließ seine Frau und zwei Söhne. Seine Tochter, die von 1944 bis 1957 als Krankenschwester in der R.A.A.F. gedient hatte, verstarb vor ihm.

## Auszeichnungen
- Air Force Cross (1939)
- Officer des Order of the British Empire (1942)
- Mentioned in dispatches (1944)
- Kommandeur des Ordens von Oranien-Nassau (Niederlande, 1945)